# Youssef Nada
Youssef Nada (* 17. März 1931 in Alexandria; † 22. Dezember 2024) war ein ägyptisch-italienischer Ingenieur und der Gründer der ehemaligen Firma Nada Management Organization SA, ehemals Al-Taqwa Management Organization SA. Nada lebte seit 1970 in der italienischen Enklave Campione d’Italia.

## Beruflicher Werdegang
Nada begann seine Geschäftstätigkeit nach seiner Entlassung aus dem Gefängnis. Er handelte mit Milchprodukten, leitete ein Exportbüro und schloss mit einigen österreichischen und schweizerischen Unternehmen Verträge über den Export von Milchprodukten ab. Youssef Nada kehrte an die Landwirtschaftliche Fakultät zurück und beendete sein Studium 1959. Im August 1960 beschloss Nada, aus Ägypten auszuwandern, weshalb er zunächst nach Libyen ging und dort arbeitete, bis er zum größten Zementanbieter im Mittelmeerraum wurde.
Al-Taqwa hatte ihren Sitz in Lugano, und der Firma wurde vorgeworfen, al-Qaida unterstützt zu haben. Sein Vize bei al-Taqwa war Ali Ghaleb Himmat.
Er erwarb durch den Verkauf von Zement nach Libyen und Saudi-Arabien ein Vermögen.

## Leben/Aktivität
Er wurde in den 1950er Jahren wegen Tätigkeit für die Muslimbruderschaft verhaftet.
1968 erhielt das ursprünglich für ehemalige muslimische, mit den Nazis verbündete Soldaten der SS-Division Handschar errichtete Islamische Zentrum München finanzielle Unterstützung aus Libyen über Youssef Nada. Er lebte früher in Österreich. Er war lange Zeit eine Art Außenminister der Muslimbruderschaft.
Aus Mangel an Beweisen konnte der Vorwurf, Nada habe al-Qaida unterstützt, nicht strafrechtlich relevant erhärtet werden. Er sagte, Omar Suleiman sollte unter Anklage gestellt werden, und verglich Husni Mubarak mit Dracula.
Nada schrieb einen Artikel auf der Internetseite der Muslimbruderschaft, der die Schiiten als islamisch anerkennt. Trotzdem traf er Saddam Hussein.

## Aufnahme in die Sanktionsliste des UN-Sicherheitsrats von 2001 und Gerichtsverfahren
Youssef Nada wurde mitsamt seinen Firmen im Jahre 2001 auf Antrag der USA auf die Sanktionsliste des UN-Sicherheitsrats aufgenommen und galt als mutmaßlicher Unterstützer von al-Qaida. In der Folge ergänzte der schweizerische Bundesrat die sog. Taliban-Verordnung um Nada und seine Firmen.  Damit stand er faktisch in der italienischen Enklave Campione d’Italia unter Hausarrest, da er beim Verlassen des Territoriums zwingend gegen das Einreiseverbot in die Schweiz verstoßen hätte. Zusätzlich war sein Vermögen eingefroren.
2007 lehnte das schweizerische Bundesgericht eine Aufhebung dieser Reisebeschränkung ab. Es ging davon aus, dass die Sanktionsbeschlüsse des UN-Sicherheitsrats anderen völkerrechtlichen Verpflichtungen der Schweiz vorgehen würden. Erst nachdem er 2009 von der Sanktionsliste gestrichen wurde, hob auch die Schweiz das Einreise- und Transitverbot gegen ihn auf.
Der Europäische Gerichtshof für Menschenrechte (EGMR) entschied am 12. September 2012, dass die Schweiz das Recht auf Achtung des Privat- und Familienlebens von Nada sowie seinen Anspruch auf Zugang zu einer effektiven Beschwerdemöglichkeit verletzt habe. Er sprach ihm eine Entschädigung von 30'000 Franken zu.